# 校園SUPERMAN
《校園SUPERMAN》，是Channel [V]（台灣）播出的綜藝節目，吉星製作事業有限公司（友松傳播子公司）製作，白汝珊導播，2011年7月11日開播，2011年10月22日停播。

## 簡介
節目會提供對跟其他人有不同的才藝或是對演藝圈抱懷者夢想的人，提供一個舞台來表現。

## 節目列表
| 集數 | 首播日期 | 主題名稱                          | 來賓或評審                                               | 附註 |
| 1    | 7月11日  | 新生報到 超人評選會               | 評審： Ruby 大嘴巴 黃文星                                | ※評選規則:每位參賽者有一分鐘表演才藝的時間，只要亮出兩個燈則淘汰，順利過關者可加入超人軍團。 - 本集有20位參加，有13位過關。 - 過關者:游千蒂、林宜臻、劉以倫、張立寰、王禹、張可姍、黃尹玄、戴嘉雯、葉沅培、林景濤、胡孝新、陳萱辰、金實基。                                                                                              |
| 2    | 7月12日  | 新生報到 超人評選會II             | 評審： 張善為(黑皮哥哥) 李岳(西瓜哥哥) 蝴蝶姐姐 藍波老師 | - 本集有24位參加，有14位過關。 - 過關者:管其慧、馬湘銘、柯又維、陳柏諺、陳詡恩、張詩婷、吳晚儂、邱宛瑄、黃昱豪、張浩璿、曾意儒、賴炫豪、陳靜萱、古祿山。 |
| 3    | 7月13日  | 超人蕭敬騰VS運動美女友誼賽        | 來賓： 蕭敬騰                                            | - 由來賓蕭敬騰看過五位運動美女表演的才藝後選出一位成為節目成員。 - 本集參與運動美女:李欣恩、黃潔伶、賴楹子、劉宜萍、郭婉君。 - 過關者:劉宜萍。 |
| 4    | 7月14日  | 熱搜西門町超人街頭評選會          |                                                          | - 本集出外景找人選出節目成員，有10位過關。 ※評選規則:每位參賽者在街頭進行表演，由現場觀眾投票，只要過半數就算順利過關，加入超人軍團。 - 過關者:江雅菊、劉宇修、許傑欽、林冠廷、張藤耀、阮振瑋、徐美燕、王婷儀、盛智偵、李政衛。 |
| 5    | 7月18日  | 吳建豪VS超人狂FUN趴               | 來賓： 吳建豪                                            | - 考驗節目成員的舞蹈和演技這兩項，再由吳建豪選出最佳的人。 - 舞王優等生:馬湘銘 - 最佳女主角:陳靜萱 |
| 6    | 7月19日  | 超人大變身 潮男靚女服裝PK賽       | 評審： 雜誌編輯小乖 ROGER 麻衣                           | - 由評審看過每組的服裝穿著後，先選出每組最佳的人，最後選出優勝者。 - 晉級到決選階段:陳柏諺(美式休閒風)、林宜臻(波希米亞風)、張浩璿(潮牌有型風)、張可姍(美式辣妹風)、葉沅培(韓系休閒風) - 最終優勝者:葉沅培 |
| 7    | 7月20日  | 王心凌粘在一起QQ同樂會            | 來賓： 王心凌                                            | |
| 8    | 7月21日  | 熱搜師大夜市超人街頭評選會        |                                                          | - 本集出外景找人選出節目成員，有5位過關。 ※評選規則:每位參賽者在街頭進行表演，由現場觀眾投票，只要過半數就算順利過關，加入超人軍團。 - 過關者:陳藍杰、詹佳儒、羅芸彤、胡智芸、呂世偉。 |
| 9    | 7月25日  | 盧廣仲Kuso創意俱樂部              | 來賓： 盧廣仲                                            | - 由三位節目成員推薦北中南三地最有人氣的早餐，由盧廣仲選出一位早餐推薦達人。 過關者:林宜臻 - 廣仲盃創作大賽 參賽者:金實基、葉沅培、邱宛瑄。 - 優勝者:邱宛瑄 |
| 10   | 7月26日  | 超人無厘頭仆街大賽                | 評審： Linda 史丹利 仆街少女                             | - 由三組評審看完十組節目成員的仆街照後，選出一組為仆街創意達人。 - 優勝者:張浩璿&陳詡恩 |
| 11   | 7月27日  | 49元吃到飽 簡易外宿美食PK賽       | 評審： 花花 小甜甜 班傑                                  | - 由三組評審試吃過節目成員所做的料理美食後，選出一個為簡易外宿美食達人。 - 泡麵料理:陳藍杰 - 吐司料理:賴炫豪 - 白飯料理:杜威 |
| 12   | 7月28日  | 宜蘭傳藝中心 超人街頭評選會       |                                                          | - 本集出外景找人選出節目成員，有6位過關。 ※評選規則:每位參賽者在街頭進行表演，由節目成員舉牌，只要過半數就算順利過關，加入超人軍團。 - 過關者:楊翎、張智涵、廖國峰、趙唯佳、許少瑜、王綦蓁。 |
| 13   | 8月1日   | 超人管訓班!!諧星笑技大公開        | 來賓： 小鐘 NONO JR                                      | - 由三位評審看過六組的表演後，選出一個為最佳諧星超人。 - 最佳諧星超人:陳靜萱 |
| 14   | 8月2日   | 整人實錄之正義超人勇氣大考驗      | 來賓： 信 王治平                                         | - 製作單位特別用超人歌唱大賽的名義來包裝整人行動，來測試誰是最有正義感的超人。 - 最有正義感的超人:曾意儒、王婷儀、林宜臻 |
| 15   | 8月3日   | 超難忘情人節禮物? 還是禮惡?       | 來賓： 楊千霈 許常德                                     | - 由節目成員帶來他們最難忘的情人節禮物，最後由選出楊千霈和許常德選出最佳的。 - 進入最終決選:馬湘銘、陳詡恩、金實基、江雅菊、戴嘉雯、詹佳儒、許傑欽(但是最後陳詡恩並沒有下來，所以變成六位) - 優勝者:戴嘉雯 |
| 16   | 8月4日   | 公館台大超人街頭評選會            |                                                          | - 本集出外景找人選出節目成員，有6位過關。 ※評選規則:每位參賽者在街頭進行表演，由四位不同代表與現場觀眾舉牌，只要過半數就算順利過關，加入超人軍團。 - 過關者:李茂馨、邱庭筠、陳韋君、蕭祐如、陳亦安、楊家瑜。 |
| 17   | 8月8日   | 網拍美女來報到                    | 來賓： 瑤瑤 郭鑫                                         | - 本集參與網拍美女:林小安、MIKA、小郁。 |
| 18   | 8月9日   | 長腿vs短腳 超人另類運動會         | 來賓： 哈孝遠 夏宇童                                     | - 長腿隊(藍衣)許傑欽、呂世偉、王韋云、賴炫豪、黃昱豪、王禹、馬湘銘、陳柏諺、葉孟堯。 - 短腳隊(黃衣)陳詡恩、林宜臻、陳藍杰、邱宛瑄、葉沅培、陳萱辰、陳靜萱、鄧瑞璞、張浩璿。 - 劈腿擦指甲油:短腳隊 擠眉弄眼吃餅乾:短腳隊 鼻子鉛球大賽:長腿隊 腳脫長襪比賽:短腳隊 側面立定跳遠:長腿隊 陸上龍舟賽跑:短腳隊 - 最終賽果：短腳隊               |
| 19   | 8月10日  | 孫耀威與超人穿越時空復古派對      | 來賓： 孫耀威 張勝豐                                     | - 看完五組的表演後，由孫耀威與張勝豐兩位選出一組優勝者。 - 優勝者:張浩璿、陳藍杰、賴炫豪。 |
| 20   | 8月11日  | 宜蘭羅東夜市街頭超人評選會        |                                                          | - 本集出外景找人選出節目成員，有6位過關。 ※評選規則:每位參賽者在街頭進行表演，由節目成員舉牌，只要過半數就算順利過關，加入超人軍團。 - 過關者:周凱隆、楊治珊、王晨萱、藍育良、江岱蓉、李家慶。 |
| 21   | 8月15日  | 電翻你!! 超正校花聯誼會           |                                                          | - 本集參與錄影校花:阿布(文化企管系)、小貓(中國視傳系)、BEBE(文化市環系)、MIA(僑光資管系)、酪梨(等待中)。 - 阿布：林景濤 - 小貓：張浩璿 - BEBE：馬湘銘 - 酪梨：陳柏諺 |
| 22   | 8月16日  | 動感超人!! 韓流舞蹈生死鬥         | 評審： 大目 A-may                                        | - 看完三組共15位的表演後，由大目和A-may選出天堂組和地獄組各四位，地獄組的人由大目和A-may做指導。 - 地獄組:鄧瑞璞、葉孟堯、江雅菊、林宜臻。 - 天堂組:張可姍、王韋云、呂世偉、張浩璿。 - 天堂組舞蹈MVP:王韋云、張浩璿。 |
| 23   | 8月17日  | 明道&超人零距離寫真初體驗         | 來賓： 明道 黃天仁                                       | - 將20位分成六組不同的寫真情境三組共，由明道和黃天仁選出本日最佳寫真超人。 - 本日最佳寫真超人:呂世偉。 |
| 24   | 8月18日  | 突擊台中商圈街頭超人大車拼        |                                                          | - 本集出外景找人選出節目成員，有3位過關。 ※評選規則:每位參賽者在街頭進行表演，由節目成員舉牌，只要過半數就算順利過關，加入超人軍團。 - 過關者:黃芑茹、王子妃、戴宛亭。 - 有過關但不符條件者:周韻宇 - 節目後半段主持人分兩隊進行尋找主題廁所大PK。                                                                                        |
| 25   | 8月22日  | 超給力!! 偶像男團默契大賽         | 來賓： AK 青鳥飛魚                                       | ※由兩組來賓帶領節目成員進行三關的PK賽。 - 身體力行ABC:AK隊獲勝 聲東擊西餵食秀:AK隊獲勝 益智大採購:AK隊獲勝 - AK隊的全體隊員都可獲得優等獎章。 |
| 26   | 8月23日  | 超人真探團 網路流言大破解         | 來賓： 小薰 丫頭 庭庭                                    | |
| 27   | 8月24日  | 那些年!! 我們一起追的完美女孩     | 來賓： 九把刀 柯震東                                     | - 本集參與錄影的完美女孩:Ashley(真理運管系)、笑笑(台藝大音樂系)、小麥(龍華應外系)、小麻雀(文化音樂系)。 - 節目最後九把刀選擇了Ashley可以成為節目成員。 |
| 28   | 8月25日  | 夏日熱血企劃 超人激鬥白沙灣       |                                                          | - 分為男超人隊與女超人隊PK。 - 瘋狂黑白猜:女超人隊 矇眼破西瓜:男超人隊 奪命躲避球:男超人隊 - 本集有超偶參賽者陳沛剛(崩崩哥)參與錄影。 |
| 29   | 8月29日  | 翻滾吧! 金牌競技高手              | 來賓： 郭靜 郭彥甫                                       | - 本集參與錄影:Judy(世新啦啦隊)、黃現(國立體大/亞運國手)、彭偉倫(北體動藝系)、黃泰益(杜哈亞運國手)。 - 節目最後郭靜和郭彥甫選擇了彭偉倫可以成為節目成員。 |
| 30   | 8月30日  | 求你回頭!!楊丞琳百變歌唱大賽      | 來賓： 楊丞琳                                            | - 以楊丞琳回頭的秒數多寡來決定優勝者 - 優勝者:陳藍杰&江岱蓉 |
| 31   | 8月31日  | 夜店魔女Makiyo 玩樂High招全攻略   | 來賓： Makiyo 丫子                                       | - 分隊進行遊戲競賽 - 你丟我撿:丫子隊 打鏢大對決:Makiyo隊 人肉海帶拳:丫子隊 |
| 32   | 9月1日   | 勇闖猛鬼屋!!夏日末終極試膽大會    |                                                          | |
| 33   | 9月5日   | 拯救破英文!! 超人ABC特訓班!!      | 來賓： 高伊玲 Gino                                       | - 本集有外國人士參與錄影 |
| 34   | 9月6日   | 韓流舞蹈生死鬥 Part2              | 來賓： 大目 藍波                                         | - 看完所有節目成員表演後，由大目和藍波兩位選出舞王和舞后。 - 舞王:馬湘銘(鄉民) 舞后:邱宛瑄(安喬) |
| 35   | 9月7日   | JPM之團體無間道                   | 來賓： JPM                                               | - 分隊進行遊戲競賽 把節目成員和JPM分成兩隊 王子小傑一隊(以下以JP代稱) 毛弟與主持人40一隊(以下以M4代稱) - 個人造業個人接:JP隊 比手畫腳:M4隊 彈指神功:M4隊 人肉投籃機:JP隊 |
| 36   | 9月8日   | 熱搜逢甲商圈 超人街頭評選會       |                                                          | - 本集出外景找人選出節目成員，有3位過關。 ※評選規則:每位參賽者在街頭進行表演，由節目成員舉牌，只要過半數就算順利過關，加入超人軍團。 - 過關者:蔡乙寬、蔡宜軒、黃豪平。 - 有過關但不符條件者:張明揚 - 節目後半段主持人分兩隊進行夜市遊戲大PK。                                                                                            |
| 37   | 9月12日  | 超人氣夢幻網路正妹來報到          | 來賓： 阿布 楊子儀                                       | - 本集參與錄影超人氣夢幻網路正妹:簡毛(崑山科大國貿系)、鋇鋇(黎明技院妝品系)、許寶(景文科大財稅系)、乖乖(輔仁大學英文系)、阿詠(台藝大舞蹈系)。 - 最後阿布和楊子儀挑選阿詠成為節目成員。 |
| 38   | 9月13日  | 超夢幻 超人盃國標舞大賽           | 來賓： 郭彥均 蔡佳玲                                     | - 所有節目成員表演完後，由兩位來賓選出MVP。 - 國標MVP:曾意儒、王韋云。 |
| 39   | 9月14日  | 陳曉東之愛的抱抱同樂會            | 來賓： 陳曉東                                            | |
| 40   | 9月15日  | 夏日熱血企劃 超人激鬥翡翠灣       |                                                          | - 分為40隊與阿雅隊PK。 - 滑板拖拖樂:40隊 沙灘橄欖球:40隊 瘋狂海灘拔河:阿雅隊 - 節目後半段主持人和節目成員為了沙灘橄欖球找來的素人進行超人街頭評選會，有3位過關。 - 超人街頭評選會過關者:于濬豪、沈家豪、徐若帆。 |
| 41   | 9月19日  | 甜美清純! 大一新生正妹現身        | 來賓： 余秉諺 小蠻 小蝦 安唯綾                           | - 本集參與錄影大一新生正妹:舒璽(華梵大學哲學系)、Garol(文化大學英文系)、璇璇(文化大學國劇系)、徐喬(玄奘大學新聞系)。 - 節目最後來賓選擇了Garol可以成為節目成員。 |
| 42   | 9月20日  | 韓流舞蹈生死鬥 Part3              | 來賓： Kimiko 藍波                                       | - 舞蹈MVP:Ashely。 |
| 43   | 9月21日  | 超MAN!! 陽光運動型男大集合        | 來賓： 許慧欣 修杰楷 陳幼芳                              | - 本集參與錄影陽光運動型男:佳勳(國體休閒運動系)、奉晟(文化運動研究所)、聖評(北台技院資管系)、清銓(北體運動技術研究所)、柏均(輔仁大學社工系)。 - 節目最後來賓選擇了奉晟可以成為節目成員。 |
| 44   | 9月22日  | 熱搜士林夜市超人街頭評選會        |                                                          | - 本集節目成員將多增加一道的尋人規則 ※尋人規則:依照擲出骰子的結果前往下個地點，每個地點都有不同任務需要完成，但只有擲出甄選點才能見到想要加入節目的超人。 - 本集出外景找人選出節目成員，有4位過關。 ※評選規則:每位參賽者在街頭進行表演，由現場觀眾投票，只要過半數就算順利過關，加入超人軍團。 - 過關者:虞孟璇、張家瑋、王治堯、何孟遠。 |
| 45   | 9月26日  | 神乎其技?!變臉美女秘辛大公開      | 來賓： 小甜甜 游絲琪 郭鑫                                | - 本集參與錄影變臉美女:小夏、雪櫻、朱朱、崔多、茉莉。 |
| 46   | 9月27日  | 史上最強!! Breaking天團高峰會     | 來賓： 阿May 柏均                                        | - 本集參與錄影舞團:Fever Rockerz、KGB、HRC。 - 來賓最後選擇馬湘銘為最有Breaking潛力的人。 |
| 47   | 9月28日  | 好難瘦!! 網路減肥流言大破解       | 來賓： Ivy 王志平 鄭子忠                                 | |
| 48   | 9月29日  | 超人特攻隊出發!! 勇闖三峽台北大學 |                                                          | - 親善大使:葉欣眉、孫尤安。 - 節目成員必須依照製作單位給它們的提示來找出符合提示的人。(本集提示:北大三太子、北大辣妹子、北大歌神) - 本集所找到的人:、宋偉豪(北大中文系)、周孟璇(北大運動管理系)、Ed |
| 49   | 10月3日  | First Date!!女超人穿搭評選會      | 來賓： 游絲琪 孫瑩瑩 nabr hans                           | - 由節目的女成員帶來他們第一次約會時最佳的穿著，最後由選出楊千霈和許常德選出最佳的以及需要改造的。 - 進入最終決選:管其慧、曾意儒、王婷儀。 - 優勝者:管其慧 - 最需拯救女超人:陳萱辰 |
| 50   | 10月4日  | 人比花嬌!! 花美男來報到           | 來賓： Kevin 阿本                                        | - 本集參與錄影花美男:旭維(真理大學國貿系)、Nick(文化大學舞蹈系)、安齊(世新大學公廣系)、QB(東華大學國企系)。 - 節目最後來賓選擇了安齊可以成為節目成員。 |
| 51   | 10月5日  | 金鐘組合駕到 超人演技特訓班       | 來賓： 林依晨 陳柏霖 瞿友寧                              | - 本集最佳演技超人:陳藍杰 |
| 52   | 10月6日  | 超人特攻隊!! 政大踢館風雲會       |                                                          | |
| 53   | 10月22日 | 張棟樑&超人之瘋狂K歌包廂          | 來賓： 張棟樑                                            | *本集為節目更改時段後第一次的播出 |

## 節目成員

### 成員列表
(按照首次登場集數排序)
| 姓名   | 藝名            | 英文名 | 出生日期      | 首次登場 | 學校                       | 備註                                                                           | 部落格                        |
| ------ | --------------- | ------ | ------------- | -------- | -------------------------- | ------------------------------------------------------------------------------ | ----------------------------- |
| 游千蒂 |                 |        |               | 第1集    | 樹人女子家商               |                                                                                | 無名 （页面存档备份，存于）   |
| 林宜臻 | 娃娃            |        |               | 第1集    | 淡江大學經濟系             |                                                                                |                               |
| 劉以倫 |                 |        |               | 第1集    | 美和科大美容系             |                                                                                |                               |
| 張立寰 |                 |        |               | 第1集    | 世新大學傳管系             |                                                                                |                               |
| 王禹   |                 |        |               | 第1集    | 景文科大應用英語系         |                                                                                |                               |
| 張可姍 | lvy-> 閃閃      | lvy    |               | 第1集    | 台藝大戲劇系               | 曾參加無敵青春克                                                               | 無名 （页面存档备份，存于）   |
| 黃尹玄 | Layla           | Layla  |               | 第1集    | 屏東教大文化產業經營系     |                                                                                |                               |
| 戴嘉雯 | 小瘋            |        | 1991年5月6日  | 第1集    | 文化大學國術系             | 曾以焦糖瘋的名字參加美少女時代                                                 | 無名 （页面存档备份，存于）   |
| 葉沅培 | 培帥            |        |               | 第1集    | 華夏電機系                 |                                                                                |                               |
| 林景濤 | 小濤            |        |               | 第1集    | 東吳大學企管系             |                                                                                |                               |
| 胡孝新 | 小新            |        |               | 第1集    | 北教大體育系               |                                                                                |                               |
| 陳萱辰 | 嘟嘟            |        |               | 第1集    | 中原大學特殊教育系         |                                                                                | 無名                          |
| 金實基 |                 |        |               | 第1集    | 政治大學廣告系             | 曾參加超級偶像                                                                 | 粉絲團                        |
| 管其慧 | 管管            |        | 1993年3月19日 | 第2集    | 文化大學                   | 曾以其其的名字參加美少女時代                                                   | 無名 （页面存档备份，存于）   |
| 馬湘銘 | 伊吉-> 鄉民     |        |               | 第2集    | 台藝大戲劇系               |                                                                                |                               |
| 柯又維 | 歐維            |        |               | 第2集    | 屏科大生物機電工程系       |                                                                                |                               |
| 陳柏諺 | 隊長            |        |               | 第2集    | 世新大學公廣系             |                                                                                |                               |
| 陳詡恩 | 小恩            |        |               | 第2集    | 國立體育大學體育系         |                                                                                |                               |
| 張詩婷 | 詩詩            |        |               | 第2集    | 輔仁大學夜大傳系           |                                                                                |                               |
| 吳晚儂 | 儂儂            |        |               | 第2集    | 世新大學口傳系             |                                                                                | 無名 （页面存档备份，存于）   |
| 邱宛瑄 | 安喬            |        |               | 第2集    | 台藝大電影系               |                                                                                | 粉絲團                        |
| 黃昱豪 | 大豪            |        |               | 第2集    | 東南科大應用英語系         |                                                                                |                               |
| 張浩璿 | 張小美          |        |               | 第2集    | 台北體院體育系             | 曾參加超級偶像                                                                 |                               |
| 曾意儒 | 曾美麗          |        |               | 第2集    | 北市教大社會暨公共事務系   |                                                                                | 無名 （页面存档备份，存于）   |
| 賴炫豪 | 肯尼            |        |               | 第2集    | 世新大學觀光系             |                                                                                |                               |
| 陳靜萱 | 蝦味先-> 蝦味萱 |        |               | 第2集    | 國立台灣戲曲學院民俗技藝系 |                                                                                |                               |
| 古祿山 |                 |        |               | 第2集    | 國立台北教育大學           |                                                                                |                               |
| 劉宜萍 |                 |        |               | 第3集    |                            |                                                                                |                               |
| 江雅菊 | 小愛莎          |        |               | 第4集    | 龍華科大企管系             |                                                                                |                               |
| 劉宇修 | 修修臉          |        |               | 第4集    | 世新大學新聞系             |                                                                                |                               |
| 許傑欽 | 白白            |        |               | 第4集    | 實踐大學服裝設計系         | 曾參加超級設計師                                                               | 無名 （页面存档备份，存于）   |
| 林冠廷 |                 |        |               | 第4集    | 輔仁大學資工系             |                                                                                |                               |
| 張藤耀 |                 |        |               | 第4集    | 大仁科大                   |                                                                                |                               |
| 阮振瑋 |                 |        |               | 第4集    | 逢甲大學                   |                                                                                |                               |
| 徐美燕 |                 |        |               | 第4集    | 東海大學法律系             |                                                                                |                               |
| 王婷儀 | 貂蟬            |        |               | 第4集    | 銘傳大學經濟系             |                                                                                |                               |
| 盛智偵 | 舞王            |        |               | 第4集    | 台北體院動態藝術系         |                                                                                |                               |
| 李政衛 |                 |        |               | 第4集    | 台北體院動態藝術系         |                                                                                |                               |
| 陳藍杰 | 攔截            |        |               | 第8集    | 康寧專校                   | 曾參加模范棒棒堂徵選                                                           |                               |
| 詹佳儒 | 肉儒            |        |               | 第8集    | 世新大學                   |                                                                                |                               |
| 羅芸彤 |                 |        |               | 第8集    | 師範大學                   |                                                                                |                               |
| 胡智芸 |                 |        |               | 第8集    | 師範大學                   |                                                                                |                               |
| 呂世偉 | 胖子            |        |               | 第8集    | 國立台灣戲曲學院           |                                                                                |                               |
| 杜威   |                 |        |               | 第11集   |                            |                                                                                |                               |
| 楊翎   |                 |        |               | 第12集   | 台北商業技術學院           |                                                                                | 痞客邦 （页面存档备份，存于） |
| 張智涵 | 涵子            |        |               | 第12集   |                            |                                                                                |                               |
| 廖國峰 | 多多            |        |               | 第12集   | 中華科大                   |                                                                                |                               |
| 趙唯佳 |                 |        |               | 第12集   | 育英護專                   |                                                                                |                               |
| 許少瑜 | 小瑜            |        |               | 第12集   |                            |                                                                                |                               |
| 王綦蓁 |                 |        |               | 第12集   | 復興高中體育班             | 曾以Erin的名字報名參加我愛黑澀棒棒堂的徵選                                     | 無名 （页面存档备份，存于）   |
| 李茂馨 |                 |        |               | 第16集   | 北市教大音樂系             |                                                                                |                               |
| 邱庭筠 |                 |        |               | 第16集   | 北體動藝系                 |                                                                                |                               |
| 陳韋君 | Milky           | Milky  | 1990年11月7日 | 第16集   | 輔仁大學經濟系             | 曾參加我愛黑澀會與無敵青春克                                                   | 無名 （页面存档备份，存于）   |
| 蕭祐如 |                 |        |               | 第16集   | 多倫多藝術大學             |                                                                                |                               |
| 陳亦安 |                 |        |               | 第16集   | 銘傳大傳系                 |                                                                                |                               |
| 楊家瑜 |                 |        |               | 第16集   | 文化國企系                 |                                                                                |                               |
| 王韋云 | RARA            |        |               | 第18集   | 文化戲曲系                 |                                                                                |                               |
| 葉孟堯 | 葉大飛          |        |               | 第18集   | 世新大學                   |                                                                                |                               |
| 李家慶 | 李廣光          |        |               | 第18集   | 台藝大戲劇系               | 第20集才播出他徵選的部份，為首位徵選片段未播出而出現節目的人。                 |                               |
| 鄧瑞璞 | 璞璞            |        |               | 第18集   | 文化大學                   |                                                                                |                               |
| 周凱隆 |                 |        |               | 第20集   | 銘傳大傳系                 |                                                                                |                               |
| 楊治珊 | 珊迪            | Sandy  |               | 第20集   | 銘傳應英系                 |                                                                                |                               |
| 王晨萱 |                 |        |               | 第20集   | 淡江大傳系                 |                                                                                |                               |
| 藍育良 |                 |        |               | 第20集   | 北體體健系                 |                                                                                |                               |
| 江岱蓉 | 拉拉            |        | 1991年2月26日 | 第20集   | 玄奘大學新聞系             | 曾參加美少女時代與我愛黑澀棒棒堂                                               | 無名 （页面存档备份，存于）   |
| 黃芑茹 |                 |        |               | 第24集   | 明新工管系                 |                                                                                |                               |
| 王子妃 | Fay             | Fay    | 1989年7月8日  | 第24集   | 輔大大傳系                 |                                                                                | 無名 （页面存档备份，存于）   |
| 戴宛亭 |                 |        |               | 第24集   | 明新運管系                 |                                                                                |                               |
|        | Ashley          | Ashley |               | 第27集   | 真理運管系                 |                                                                                |                               |
| 陳沛綱 | 崩崩哥          |        |               | 第29集   | 勤益科大冷凍系             | 曾參加超級偶像                                                                 |                               |
| 彭偉倫 | Crystal         |        |               | 第29集   | 台北體院動態藝術系         |                                                                                |                               |
| 蔡乙寬 |                 |        |               | 第36集   | 嶺東科大流行設計系         |                                                                                |                               |
| 蔡宜軒 | 小樂            |        |               | 第36集   | 吳鳳觀光管理系             |                                                                                |                               |
| 黃豪平 | 平平            |        |               | 第36集   | 政大國貿系                 |                                                                                |                               |
|        | 阿詠            |        |               | 第37集   | 台藝大舞蹈系               |                                                                                |                               |
| 于濬豪 | Joye            |        |               | 第40集   | 文化國貿系                 |                                                                                |                               |
| 沈家豪 | 家豪            |        |               | 第40集   | 世新傳播管理               |                                                                                |                               |
| 徐若帆 | 上上            |        |               | 第40集   | 台北體院體健系             |                                                                                |                               |
| 邱珮淇 | Garol           |        | 1992年9月29日 | 第41集   | 文化英文系                 | 曾以小豬的名字參加黑澀會與黑棒                                                 | 無名 （页面存档备份，存于）   |
| 簡秀樺 | 簡毛            |        |               | 第43集   | 崑山科大國貿系             |                                                                                | 無名 （页面存档备份，存于）   |
| 何孟遠 | 松鼠            |        |               | 第43集   | 致理企管系                 | 第44集才播出他徵選的部份。                                                     |                               |
| 吳奉晟 | 奉晟            |        |               | 第43集   | 文化運動研究所             | 曾參加硬是要鬥牛                                                               |                               |
| 虞孟璇 | 魚孟            |        | 1991年5月30日 | 第44集   | 實踐大學家兒系             | 曾參加美少女時代                                                               | 無名 （页面存档备份，存于）   |
| 張家瑋 |                 |        |               | 第44集   | 華夏化工系                 |                                                                                |                               |
| 王治堯 |                 |        |               | 第44集   | 致理企管系                 |                                                                                |                               |
| 張芝綾 | 冰沙妹          |        |               | 第45集   | 文藻科大傳播藝術系         | 以自拍冰沙教學影片而爆紅的，在第46集的節目裡主持人才正式介紹她歡迎她加入節目。 | 蕃薯藤 （页面存档备份，存于） |
|        | 筱筱            |        |               | 第46集   |                            |                                                                                |                               |
|        | 乖乖            |        |               | 第48集   |                            |                                                                                |                               |
| 宋偉豪 |                 |        |               | 第48集   | 台北大學中文系             |                                                                                |                               |
| 周孟璇 | 妹子            |        |               | 第48集   | 台北大學運動管理系         |                                                                                |                               |
|        | Ed              |        |               | 第48集   |                            |                                                                                |                               |
| 戴安齊 | 安齊            |        | 1991年1月12日 | 第50集   | 世新大學公廣系             |                                                                                |                               |
|        | QB              |        |               | 第51集   | 東華大學國企系             |                                                                                |                               |

## 資料來源
- 阿雅與40聯手主持CHANNEL V 全新選秀節目「校園SUPERMAN」

## 電視節目的變遷
| 台灣 Channel [V] 星期一至四22:00 - 23:00                                                                       | 台灣 Channel [V] 星期一至四22:00 - 23:00      | 台灣 Channel [V] 星期一至四22:00 - 23:00 |
| --- | --------------------------------------------- | ---------------------------------------- |
| | 校園SUPERMAN (2011年7月11日 - 2011年10月6日 ) |                                          |
| 青春全員集合（週一至三） （2011年1月24日 - 2011年4月20日） 明星大暴走（週四） （2011年2月17日 - 2011年4月7日） | 泡菜粉絲俱樂部（週一） 韓國娛樂速遞（週二）   |                                          |

| 台灣 Channel [V] 星期六18:00 - 19:00 | 台灣 Channel [V] 星期六18:00 - 19:00 | 台灣 Channel [V] 星期六18:00 - 19:00 |
| ------------------------------------ | ------------------------------------ | ------------------------------------ |
|                                      | 校園SUPERMAN (2011年10月22日)        |                                      |
| —                                    | —                                    |                                      |